# Gomorra (boek)
Gomorra is een non-fictieboek dat bestaat uit onderzoeksjournalistiekwerk door Roberto Saviano. Het werd gepubliceerd in 2006, en omvat het verslag van de infiltratie van de Italiaanse onderwereld door Saviano. Het onderzoekt die onderwereld en de verschillende bedrijfstakken in het dagelijks leven zoals dat wordt gecontroleerd door de Italiaanse georganiseerde misdaad die bekend staat als de Camorra.

## Inhoud
Het boek beschrijft de clandestiene operaties van de Camorra, een Napolitaanse maffia-achtige organisatie. Saviano combineert proza en een stijl van verslaggeving om het verhaal van de Camorra te vertellen. Daarmee laat hij de invloedssfeer en de zakelijke relaties zien.
Vanaf 2006, na de publicatie van het boek, is Saviano meerdere malen bedreigd door Napolitaanse capo's. Het Italiaanse ministerie van binnenlandse zaken laat hem te allen tijde door de politie bewaken. Die beveiliging werd wel bevraagd door ministers uit het kabinet van Berlusconi.
Het boek ging, tot 2008, al zeker 4 miljoen keer over de toonbank.
De titel komt van een tekst door Giuseppe Diana, een priester in de parochie van Casal di Principe, die werd vermoord in maart 1994: "Het is tijd om te stoppen met een Gomorra te zijn."

## Kritieken
Gomorra won verschillende prijzen. In januari 2009 werden er in Italië meer dan 2.000.000 exemplaren verkocht. Het boek is vertaald in 51 talen en stond op de bestsellerslijst in Duitsland, Nederland, Frankrijk, Spanje, Zweden en Finland. The New York Times noemde het een van de belangrijkste boeken van 2007. The Economist zette het op de lijst met 100 'boeken van het jaar'. Saviano is de enige Italiaan die ooit beide lijsten van deze kranten haalde.
Gomorra wordt door sommige critici en andere Italiaanse auteurs (zoals Wu Ming, Carlo Lucarelli en Valerio Evangelisti) omschreven als deel van een levendige, heterogene stroming in de Italiaanse cultuur, de Nieuwe Italiaanse Epiek. De vertegenwoordigers van die stroming richten zich niet alleen op het schrijven van romans of non-fictie, maar ook op het schrijven van 'ONO's'. (Ongeïdentificeerd Narratief Object). Ook het boek Gomorra zelf werd omschreven als zo'n werk.

## Theater, film en televisie
Het boek is  door Saviano samen met Mario Gelardi bewerkt tot een toneelstuk en een film. De film werd geregisseerd door Matteo Garrone en geproduceerd door Fandango. Op 24 september 2008 werd de film door de ANICA (De Italiaanse organisatie voor film en audiovisuele industrie) geselecteerd als inzending voor de Oscars voor beste buitenlandse film.
In zijn recensie van Garrone's film schreef Christoph Huber: "Met zijn bedoeling de categorieën van roman of non-fictie te overstijgen is het werk van Saviano wel geïdentificeerd als deel van de heterogene stroming van Italiaanse literatuur, de Nieuwe Italiaanse Epiek. Die term wordt zeker niet ten schande gemaakt door de film Gomorra."
Het boek diende in 2014 ook als bron voor een televisieserie, waarvan vijf seizoenen zijn verschenen.